# Gutworm
A Gutworm nevű angol extrém metal együttes 1999-ben alakult meg Wellingborough-ban. Tagok: Neil Hudson - ének, gitár, Wayne Minney - dobok, Glen Pywell - basszusgitár, Mike Ranzatta - gitár. Volt tagok: Lee Mason, Noel Davis, Carl Davis, Liam Durrant és Jamie Hunt (ő a zenekar koncertjein szerepelt). Durrant és Hunt a Thracia és Biomechanical nevű együttesekből kerültek át ide. Durrant továbbra is a Thraciában játszik, de 2005-től 2006-ig a Gutworm basszusgitárosa volt.
Legelőször egy bemutatkozó középlemezt jelentettek meg, a nottinghami Backstage Studios-ban. Ez az album 2000-ben jelent meg. A zenei oldalak a zenekar stúdióalbumai közé sorolják a lemezt. Utána koncertezni indultak Amerikában, olyan nevekkel, mint a Morbid Angel, a Testament, a Nile és a The Haunted. Utána visszatértek a stúdióba, és 2004-ben piacra dobták második nagylemezüket, az Anticulture Records gondozásában. Ezután tovább turnéztak, majd 2007-ben piacra került a zenekar utolsó stúdióalbuma is. Ezt követően feloszlottak. 2009-ben tartották az utolsó koncertjüket. A tagok 2012-ben új együttest alapítottak, "Krysthla" néven. A Gutworm tagjai különböző zenekarokból jöttek át ide, pl.: Violation, The Atrocity Exhibit. Lordaeron.

## Diszkográfia
- Torn from Me (EP/stúdióalbum, 2000)
- Ruin the Memory (stúdióalbum, 2004)
- Disfigured Narcissus (stúdióalbum, 2007)